# I Think It's Going to Rain Today
Singles de Randy Newman
Last Night I Had A Dream / I Think He's Hiding
(1968) Love Story
(1968)
I Think It's Going to Rain Today (ou I Think It's Gonna Rain Today) est une chanson de l'auteur-compositeur-interprète américain Randy Newman. Elle apparaît sur l'album de 1966 de Julius la Rosa (en), You're Gonna Hear from Me, sur l'album de 1967 d'Eric Burdon, Eric Is Here (en), sur le premier album de Newman en 1968, Randy Newman, The Randy Newman Songbook Vol. 1 (en), et sur les albums live officiels et bootleg de Newman. C'est l'une de ses chansons les plus reprises. On la retrouve aussi sur l'album de 1971 Neil Diamond, Stones. 

## Contexte
Newman déclare à Rolling Stone qu'il a écrit la chanson vers 1963 ou 1964. Il ajoute que « la musique est émouvante - même belle - et les paroles ne le sont pas ». Newman déclare également que la chanson le dérangeait à cause de l'obscurité et que la chanson se sentait « sophomorique » et « trop maudlin ». 
Newman déclare en 2017 qu'il a signé les droits de publication de son premier album et que, par conséquent, il ne perçoit aucun argent de la part des artistes reprenant les chansons de cat album. 

## Version de Tom Northcott
Singles de Tom Northcott
Crazy Jane
(1970) Spaceship Races
(1971)
La chanson est reprise par l'artiste folk-rock canadien Tom Northcott (en) en 1970. Elle sort en 1971 en tant que deuxième single de son premier album, Upside Downside. La chanson atteint la 46e place au Canada et la 17e place du Canadian Adult Contemporary.

### Classements
| Chart (1971)                     | Position |
| -------------------------------- | -------- |
| Canada Adult Contemporary (RPM ) | 17       |
| Canada Top Singles (RPM )        | 46       |

## Version de UB40
Singles de UB40
King / Food for Thought
(1980) The Earth Dies Screaming /Dream a Lie
(1980)
La chanson est reprise par le groupe britannique de reggae UB40 en 1980. Il sort en juin 1980 en tant que deuxième et dernier single de leur premier album, Signing Off. La chanson atteint la 6e place au Royaume-Uni. Le single de UB40 est une double face A avec My Way of Thinking, qui est le premier titre nommé et le plus diffusé sur la plupart des radios. Cependant, le single allemand (qui sort plus tard) possède I Think It's Going to Rain Today comme face A. 

### Classements
| Chart (1980)                    | Position |
| ------------------------------- | -------- |
| Australia (Kent Music Report)   | 90       |
| Ireland (IRMA)                  | 12       |
| New Zealand (Recorded Music NZ) | 6        |
| UK Singles (OCC)                | 6        |

## Autres reprises
La chanson est reprise de nombreuses fois par divers artistes, en particulier à la fin des années 1960 et au début des années 1970.
| Artiste           | Album                                                   | An                 |
| ----------------- | ------------------------------------------------------- | ------------------ |
| Judy Collins      | In My Life                                              | 1966               |
| Bobby Darin       | Inside Out                                              | 1967               |
| Dusty Springfield | Dusty... Definitely                                     | 1968 (Royaume-Uni) |
| Claudine Longet   | Colours                                                 | 1968 (États-Unis)  |
| Peggy Lee         | A Natural Woman                                         | 1969               |
| Nina simone       | Nina Simone and Piano                                   | 1969               |
| Neil Diamond      | Stones                                                  | 1971               |
| Françoise Hardy   | Il You Listen                                           | 1971               |
| Dave Van Ronk     | Van Ronk                                                | 1971               |
| Barbra Streisand  | (Sortie 2012 de la session Stoney End; Newman au piano) | 1971               |
| Cass Elliot       | Cass Elliot                                             | 1972               |
| Mélanie           | Madrugada                                               | 1974               |
| Joe Cocker        | Jamaica Say You Will                                    | 1975               |
| Tony Rice         | Cold on the Shoulder (Tony Rice album)                  | 1984               |
| Katie Melua       | Call Off the Search                                     | 2003               |
| Norah Jones       | Higher Ground                                           | 2005               |
| Peter Gabriel     | Scratch My Back                                         | 2010               |
| Paul Carrack      | A Different Hat (avec le Royal Philharmonic Orchestra)  | 2010               |
| Tom Odell         | Long Way Down                                           | 2013               |
| Blackmore's Night | Dancer and the Moon                                     | 2013               |

## Dans la culture populaire
Bette Midler inclut la chanson dans son film Beaches (1988) qui sur l'enregistrement de la bande originale. Une partie de la version de Claudine Longet de la chanson est jouée dans l'épisode 22, saison cinq des Gilmore Girls, A House is Not a Home. La chanson apparait également dans la série télévisée Designated Survivor dans l'épisode Two Ships. La version de Nina Simone du premier couplet de la chanson sert de thème d'ouverture de la série Broken (en) diffusée sur la BBC One. La version de Simone apparaît également dans l'épisode Spies Like Us de la saison deux de la série télévisée Scandal.